# Lipenović
Lipenović (cyr. Липеновић) – wieś w Serbii, w okręgu maczwańskim, w gminie Krupanj. W 2011 roku liczyła 497 mieszkańców.